# The Sims: Hot Date
The Sims: Hot Date is het derde uitbreidingspakket voor de The Sims.

## Gameplay
Het pakket voegt, naast 125 nieuwe meubels en andere voorwerpen, ook een nieuwe buurt toe. Deze bevat verschillende uitgaansmogelijkheden voor de Sims zoals nachtclubs, restaurants, ijssalons, speelhallen en diverse winkels. Sims hebben vanaf nu ook de mogelijkheid om te vissen.